# ألان بوك
ألان بوك (بالإنجليزية: Alan Bock)‏ هو عالم سياسة وصحفي أمريكي، ولد في 3 ديسمبر 1943، وتوفي في 18 مايو 2011 في كاليفورنيا في الولايات المتحدة بسبب سرطان.